# Pławęcino
Pławęcino (do 1945 r. Planenthin) – wieś w północno-zachodniej Polsce, położona w województwie zachodniopomorskim, w powiecie kołobrzeskim, w gminie Gościno. Na północ od wsi znajduje się Jezioro Pławęcińskie.
Według danych z 30.06.2014 wieś miała 180 mieszkańców.
Pierwsza pisana wzmianka pochodzi z roku 1323. Dotyczy uposażenia kościoła w Gościnie w skład którego wchodziła wieś Pławęcino. Następnie, aż do początku XVIII w. należała do rodu von Blankenburg. Przez krótki czas należała też do rodów von Bonin i von Kameke. Od 2 połowy XIX w. Pławęcino należał kolejno do kilku rodów mieszczańskich.
W latach 1975–1998 miejscowość położona była w województwie koszalińskim.
Gmina Gościno utworzyła "Sołectwo Pławęcino", które obejmuje ono wsie: Pławęcino oraz Kamica. Rada sołecka, która wspomaga sołtysa może się składać od 3 do 6 członków, a ich liczbę ustala zebranie wiejskie.
We wsi był przystanek kolei wąskotorowej Pławęcino.

## Zabytki
- aleja grabowa w parku, XIX, nr rej.: 1138 z 11.10.1980[6]

inne
- pozostałość po dworze.